# Phryxe sculellaris
Phryxe sculellaris là một loài ruồi trong họ Tachinidae.